# Storbritannien under VM i banecykling 2016
Storbritannien deltog som værtsnation under VM i banecykling 2016 i Lee Valley VeloPark i London fra 2. til 4. marts 2016. Et landshold med 21 cykelryttere (9 kvinder, 12 mænd) blev annonceret at repræsentere landet i konkurrencen.

## Ryttere
Katie Archibald, den 21-årige regerende verdensmester var tilmeldt og skulle deltage for Storbritannien, men blev forhindret i at deltage på grund af skade.
| Bib | Cyclist            | Date of birth (age)              |
| --- | ------------------ | -------------------------------- |
| 191 | Steven Burke       | 04. marts 1988 (alder 27 år)     |
| 16  | Mark Cavendish     | 21. maj 1985 (alder 30 år)       |
| 192 | Edward Clancy      | 12. marts 1985 (alder 30 år)     |
| 193 | Matthew Crampton   | 23. maj 1986 (alder 29 år)       |
| 61  | Jonathan Dibben    | 12. februar 1994 (alder 22 år)   |
| 194 | Owain Doull        | 02. maj 1993 (alder 22 år)       |
| 195 | Philip Hindes      | 22. september 1992 (alder 23 år) |
| 196 | Jason Kenny        | 23. marts 1988 (alder 27 år)     |
| 197 | Christopher Latham | 06. februar 1994 (alder 22 år)   |
| 198 | Callum Skinner     | 20. august 1992 (alder 23 år)    |
| 199 | Andrew Tennant     | 09. marts 1987 (alder 28 år)     |
| 200 | Bradley Wiggins    | 28. april 1980 (alder 35 år)     |

| Bib | Cyclist              | Date of birth (age)              |
| --- | -------------------- | -------------------------------- |
| 201 | Katie Archibald      | marts 12, 1994 (alder 21 år)     |
| 202 | Elinor Barker        | september 07, 1994 (alder 21 år) |
| 203 | Ciara Horne          | september 17, 1989 (alder 26 år) |
| 204 | Rebecca James        | november 29, 1991 (alder 24 år)  |
| 205 | Katy Marchant        | januar 30, 1993 (alder 23 år)    |
| 62  | Emily Nelson         | november 10, 1996 (alder 19 år)  |
| 206 | Joanna Rowsell-Shand | december 05, 1988 (alder 27 år)  |
| 17  | Laura Trott          | april 24, 1992 (alder 23 år)     |
| 207 | Jessica Varnish      | november 19, 1990 (alder 25 år)  |

## Resultater

### Mænd
| Navn                                                                               | Konkurrence              | Resultat                 | Placering |
| ---------------------------------------------------------------------------------- | ------------------------ | ------------------------ | --------- |
| Jason Kenny                                                                        | Sprint                   |                          | 1         |
| Callum Skinner                                                                     | Sprint                   |                          | 8         |
| Matthew Crampton                                                                   | 1 km tidskørsel          | 01:01.669                | 5         |
| Andrew Tennant                                                                     | Ind. forfølgelsesløb     | 258.944 (q), 258.301 (f) | 4         |
| Owain Doull                                                                        | Men's individual pursuit | 257.698 (q), 258.476 (f) | 3         |
| Jason Kenny                                                                        | Men's keirin             | N/A                      | 6         |
| Christopher Latham                                                                 | Men's scratch            | N/A                      | 9         |
| Jonathan Dibben                                                                    | Men's points race        | 48 points                | 1         |
| Philip Hindes Jason Kenny Callum Skinner                                           | Holdsprint               | 43.507                   | 6         |
| Jonathan Dibben Steven Burke Owain Doull Bradley Wiggins Steven Burke Andy Tennant | Holdforfølgelse          |                          | 2         |
| Bradley Wiggins Mark Cavendish                                                     | Parløb                   | 21 points                | 1         |

Kilder

### Kvinder
| Navn                                                 | Konkurrence      | Resultat                     | Placering |
| ---------------------------------------------------- | ---------------- | ---------------------------- | --------- |
| Laura Trott                                          | Scratch          | N/A                          | 1         |
| Becky James                                          | Keirin           | N/A                          | 3         |
| Jessica Varnish                                      | Sprint           |                              | 12        |
| Katy Marchant                                        | Sprint           |                              | 14        |
| Katy Marchant                                        | 500 m tidskørsel | 34.032 sec                   | 5         |
| Emily Nelson                                         | Pointløb         | 8 points                     | 5         |
| Laura Trott                                          | Omnium           | 201 points                   | 1         |
| Laura Trott Elinor Barker Ciara Horne Joanna Rowsell | Holdforfølgelse  | 04:21.054 (q), 04:16.540 (f) | 3         |
| Jessica Varnish Katy Marchant                        | Holdsprint       | 32.903                       | 5         |

Kilder